# Барос, Линда Мария
Линда Мария Барос (фр. Linda Maria Baros, 6 августа 1981 в Бухаресте) — поэтесса, переводчик и литературный критик на французском и румынском языках, лауреат престижной Аполлинеровской премии (Франция, 2007).
Французская литературная критика считает её одним из самых мощных сегодняшних голосов, важной поэтессой XXI-го века.

## Биография
- Ученица Бухарестской Центральной школы и Парижского лицея Виктор Дюри.
- Студентка Парижского Университета Париж — Сорбонна (Париж IV) Современная литература.
- Кандидат наук по сравнительной литературе Парижского Университета Сорбонна и Бухарестского Университета.
- Доктор литературоведения с 2011.
- С 2002 года — член Союза Писателей Румынии
- Основатель и директор литературного журнала VERSUs / m (Бухарест, 2005).[4]

Инициатор и соорганизатор Фестиваля Весна поэтов (Le Printemps des Poètes), проходящего в Румынии (с 2005 года)
- Лектор в одном из крупнейших французских издательств (с 2005)
- Заместитель секретаря Ассоциации переводчиков румынской литературы с центром в Париже (с 2006)
- Культурный посол Румынии в рамках Европейского культурного сезона (Париж, 2008)
- Ответственная за отдел поэзии литературного журнала Seine et Danube (Париж, 2009—2010)
- Заместитель генерального секретаря Ассоциации La Nouvelle Pléiade (Новая плеяда, Париж, 2009)
- Член (пожизненно) французского жюри поэзии Макс-Поль Фуше, состоящего из важных литературных деятелей (с 2010)
- Пожизненный член жюри литературной премии Гийома Аполлинера(с 2013)[5]
- Действительный член французской литературной Академии Малларме (с 2013)[6]

## Литературные произведения
Дебютировала в 1988 с поэзией в одном из литературных журналов.

### Поэзия
- Сумерки далеко, вырывай ленту! , Бухарест, 2001
- Поэмма с кабаньей головой, издательство Виня, Бухарест, 2003
- Le Livre de signes et d’ombres (Книга знаков и теней), издательство Cheyne,Франция, 2004
- La Maison en lames de rasoir (‘‘Дом из лезвий), издательство Cheyne,Франция, 2006, второе издание в 2008
- L’Autoroute A4 et autres poèmes (Автомагистраль и другие поэммы), издательство Cheyne, Франция, 2009

Поэзия Линды Марии Барос была переведена в Англия, Германия, Испания, США, Бельгия, Люксембург, Сербия, Нидерланды, Италия, Канада, Болгария, Бангладеш, Марокко, Иордания, Хорватия, Япония, Швейцария, Словения, Финляндия, Македония, Латвия, Албания, Украина, Мексика.

### Поэзия в переводе на другие языки
- На румынский — Словарь знаков и ступенек, издательство Junimea, Яссы, 2005
- На болгарский — Къща вот бръснарскы ножчета (Дом из лезвий), перевод Аксиньи Михайловой, Bulgarian Foundation for Literature, София, Болгария, 2010
- На — Бёдра вокзалов, Рига, Латвия, 2011

### Драматургия
Пришёл ко мне один кентавр, издательство «META», Бухарест, 2002
Большие духи никогда не занимаются мелочами, издательство Музей румынской литературы, Бухарест, 2003

### Страницы критики
- Passer en carène (на французькій мові), Editura Muzeul Literaturii Române, Бухарест, 2005
- Les Recrues de la damnation (на французькій мові), Editura Muzeul Literaturii Române, Бухарест, 2005

### Переводы
Перевела более тридцати книг.
- С румынского на французский — тома Никита Стэнэску, Иоанна Эс. Попа, Анжелы Маринеску.
- Также с французского / английского / испанского на румынский тома поэзии Анри Мишо, Бориса Виана, Ги Гофета и романы Альфонса Додэ, Джеймса Оливера Кервуда, Иоганна Шпири и т. д.
- В 2008 году сделала виртуальную библиотеку ZOOM — 125 авторов переведены и опубликованы Линдой Марией Барос[7]
- Опубликовала на французском языке «Антологию современной румынской поэзии», куда вошло 20 поэтов.[8]

### Сотрудничества
Сотрудничает поэзией, литературной критикой и переводами с журналами Europe, La Revue littéraire, Poésie 2003, Po&sie, Seine et Danube, NUNC, MIR, Aujourd’hui poème, Confluences poétiques, Pyro, Ici & Là, La Traductière, Thauma, L’Écho d’Orphée, Hauteurs, Le Bateau Fantôme, La page blanche, Littérales (Франция), Pleiades, International Notebook of Poetry (США), Langage & créativité, Contre-jour (Канада), Poetry Review, Horizon Review (Англия), Revolver, Le Journal des Poètes, Langue vive (Бельгия), Alora, la bien cercada, El Coloquio de los Perros, ABC (Испания), Observator München, Galateea (Германия), Bunker Hill (Голландия), Électron libre (Марокко), Le Jeudi, Le Quotidien, Tageblatt (Люксембург), Formafluens, Scritture Migranti', (Италия), Književni list, Gradina, Poetika (Сербия),  Europski glasnik (Хорватия), Beagle (Япония), Shirdanra (Бангладеш), Regarde, Viaţa românească, Apostrof, Luceafarul, Arges, Astra, Tribuna, Litere, Calende, Ziua literara, Adevărul literar şi artistic, Noua literatura (Румыния), La Revue de Belles Lettres (Швейцария), LA OTRA (Мексика).

## Учебники
Поэма Линды Марии Барос Лошади шахты была занесена в учебник для XII-го класса ‘‘Румынский язык и литература, издательство Paralela 45, 2007.

## Антологии
Поэмы Линды Марии Барос появились в таких антологиях:
- 2006 — Поэтический 2005 год — антология издательства Seghers, Франция
- 2007 — Антология ZOOM, Румыния
- 2008 — Kijk, het heeft, Голландия[9]
- 2008 — Поэзия на французском языке — 144 сегодняшних поэтов из разных стран мира, Франция[10]
- 2008 — Современная французская поэзия — семнадцать поэтов, Испания[11]
- 2009 — В другом месте 2008, Франция
- 2010 — Антология любовной поэзии (11-21 века),Франция[12]
- 2010 — Антиутопичная поэзия, Румыния
- 2010 — 30 лет — 30 голосов", Франция[13]
- 2010 — Runoilevien Naisten kaupunki’‘ (Замок поэтесс — 12 поэтесса мира), Хельсинки, Финляндия

## Литературные премии
- 2001, Премия поэзии в рамках Фестиваля Le Printemps des Poètes, Франция
- 2002, за перевод Международной академии им Михая Эминеску, Румыния
- 2004, Премия За поэтическое призвание, Книга знаков и теней[14]
- 2007, Премия Аполлинера — одна из наиболее важных французских премий поэзии за Дом из лезвий, Франция[15]
- 2008, Национальная премия поэзии им. Иона Минулеску, Румыния

## Стипендия для переводов
- 2007 — Vertalershuis (Дом переводчиков), Амстердам, Голландия
- 2006 — Centre de Rencontres Abbaye Neumünster, Люксембург
- 2005 — The 3rd Poetry Translation Workshop The Golden Boat, Словения
- 2003 — Collège Européen des traducteurs littéraires de Seneffe, Бельгия

## Международные фестивали
- 2001, Международный фестиваль литературы, Нептун, Румыния
- 2004 — Международный фестиваль поэзии, Рабат, Марокко
- 2005 — La Biennale internationale de poésie, Льеж (Бельгия),
- 2005 — Le festival Le Printemps des Poètes (Фестиваль Весна поэтов), Франция
- 2005 — Международный фестиваль Odyssey, Амман, Иордания
- 2006 — Международный фестиваль литературы Teranova, Франция
- 2007 — Фестиваль Dacia — Méditerranée, Франция
- 2007 — Фестиваль Le Printemps des Poètes, Франция
- 2008 — Фестиваль Le Printemps des Poètes, Люксембург
- 2008 — Фестиваль поезії La Mar de Letras, Картахена, Испания
- 2008 — World Poetry Day, Белград, Сербия
- 2008 — Poetry International Роттердам (Нидерланды),[16]
- 2008 — Фестиваль Les Voix de la Méditerranée, Франция
- 2008 — Фестиваль Le Printemps Balkanique. Insolite Roumanie, Франция
- 2008 — Primavera dei Poeti, Италия
- 2008 — Международный фестиваль литературы, Труа-Ривьер, Квебек, Канада
- 2009 — Biennale internationale de poésie Франция[17]
- 2009 — Фестиваль Paris en toutes lettres, Франция
- 2009 — Фестиваль A vous de lire, Франция
- 2010 — Международный фестиваль литературы Wallonie-Bruxelles, Намюр, Бельгия
- 2010 — La Biennale internationale de poésie, Льеж, Бельгия
- 2010 — Фестиваль Le Printemps des Poètes, Париж, Франция
- 2010 — Фестиваль MidiMinuitPoésie, Нант, Франция
- 2011 — Международный фестиваль литературы, Нептун, Румыния
- 2011 — Poesiefestival Berlin, Берлин, Германия
- 2011 — Zeitung festival, Берлин, Германия
- 2011 — Encontro des poetas del mundo latino, Мексика